# Monte Whitten
El monte Whitten es un pico piramidal, 445 metros de altura, que forma el extremo noreste de Blade Ridge en el lado oeste de la cabeza de la bahía Esperanza, en el extremo noreste de la península Antártica. Se encuentra rodeado por los glaciares Depósito y Arena.

## Historia y toponimia
Fue descubierto por un grupo que acompañaba a Johan Gunnar Andersson en la Expedición Antártica Sueca de 1901-1904, que pasó el invierno en la bahía Esperanza en 1903. Fue nombrado por el British Antarctic Survey en 1944 en honor a Robert Wakeham Whitten, primer oficial del barco Eagle, que participó en la Operación Tabarín en 1944 y 1945.

## Geología
Sus rocas son dioritas datadas en el período Cretácico. Se tratan de rocas plutónicas andinas.

## Reclamaciones territoriales
Argentina incluye al monte en el departamento Antártida Argentina dentro de la provincia de Tierra del Fuego, Antártida e Islas del Atlántico Sur; para Chile forma parte de la comuna Antártica de la provincia Antártica Chilena dentro de la Región de Magallanes y de la Antártica Chilena; y para el Reino Unido integra el Territorio Antártico Británico. Las tres reclamaciones están sujetas a las disposiciones del Tratado Antártico.
Nomenclatura de los países reclamantes: 
- Argentina: Monte Whitten[6][7] o picos Whitten[5]
- Chile: Monte Whitten[8]
- Reino Unido: Twin Peaks[3]